# Dörte Wernick
Dörte Wernick (* 6. Mai 1963 in Luckau) ist eine DDR-Bürgerrechtlerin und Pfarrerin. Sie gehörte 1988/89 dem Koordinierungsausschuss des Arbeitskreises Solidarische Kirche an.

## Ausbildung und politisches Engagement
Die gelernte Chemiefacharbeiterin wuchs in Goßmar und Fürstenberg/Havel auf. Sie kam nach verschiedenen beruflichen Stationen 1984 an die Ausbildungsstätte für Gemeindepädagogik in Potsdam. Die 1979 eröffnete evangelische Einrichtung war ein Ort kritischen Denkens. Dörte Wernick lernte hier Demokratie und Mitbestimmung kennen, ein Novum in der DDR. Sie vertrat die Studierenden im Kuratorium der Ausbildungsstätte. 1988 gründete sie mit ihrem Mann, einem Dozenten der Einrichtung, die Potsdamer Regionalgruppe des Arbeitskreises Solidarische Kirche, deren Schwerpunkte Pädagogik und Volksbildung in der DDR waren. Das Ministerium für Staatssicherheit observierte die Gruppe und versuchte sie auseinander zu bringen. Ebenfalls 1988 wurde Dörte Wernick in den paritätisch besetzten Koordinierungsausschuss des Arbeitskreises Solidarische Kirche gewählt.
Dörte Wernick engagierte sich auch in der offenen Jugendarbeit im kirchlichen Friedenskreis Potsdam-Babelsberg, genannt „die Schmiede“. Im Mai 1989 verweigerte sie die Teilnahme an der Kommunalwahl. Das Ministerium für Staatssicherheit überwachte ihre Aktivitäten. In den frühen 1980er Jahren hatte der Geheimdienst vergeblich versucht, sie anzuwerben.
Im Dezember 1989 gründete Dörte Wernick die Unabhängige Initiative Potsdamer Frauen, die in der Umbruch- und Transformationszeit die demokratische Entwicklung in Potsdam sowie im späteren Land Brandenburg unterstützte und sich für die Rechte der Frauen einsetzte. Die Gruppe gehörte dem Unabhängigen Frauenverband an. In der Fraueninitiative war sie bis zum Sommer 1990 aktiv. Dann schloss Dörte Wernick ihre gemeindepädagogische Ausbildung ab und begann als Pfarrerin zu arbeiten, zunächst in Potsdam-Babelsberg, seit 2009 im brandenburgischen Zaue.